# Izaak Podżegacz
Izaak Podżegacz – etiopski kowal, przywódca powstania chłopskiego w Etiopii w latach 1687–1688.
Był kowalem, pochodził z Godżamu. Stanął na czele rewolty biedoty, która z czasem, oprócz jego macierzystego regionu, objęła także Szeua i Amhara Sajnt. Ścigany przez siły cesarskie, schronił się, wraz ze zwolennikami, na terenach kontrolowanych przez Oromo. Ci, po dłuższych negocjacjach, zgodzili się wydać Izaaka. Niedługo potem został skazany na śmierć przez specjalnie w tym celu zwołany trybunał.